# 존 브라더턴
존 브라더턴(John Brotherton, 1980년 8월 21일 ~ )은 미국의 배우이다.

## 출연 작품
- 큐브: 예스 오어 노 - 잭 역
- 분노의 질주: 더 세븐 - 셰퍼드 역
- 프레셔스 카고: 프로 범죄단 - 니콜라스 역
- 사탄의 드론